# Povijest Bangladeša
Povijest Bangladeša kao civilizirane nacije seže više od četiri tisućljeća u bakreno doba. Ranu zabilježenu povijest zemlje karakterizira niz hinduističkih i budističkih kraljevstava i carstava koja su se borila za kontrolu nad regijom Bengal.
Islam je stigao tijekom 8. stoljeća nove ere i postao je dominantan postupno od ranog 13. stoljeća s osvajanjima koje je predvodio Bahtijar Halji, kao i aktivnostima sunitskih misionara kao što je Šah Džalal. Kasnije su muslimanski vladari započeli propovijedanje islama gradnjom džamija. Od 14. stoljeća nadalje, ovim područjem vladao je Bengalski sultanat, koji je utemeljio Fahrudin Mubarak Šah, formulirao je pojedinačnu valutu s ugraviranim imenom. Prvi put je osvojio Chittagong i spojio se s Bengalskim sultanatom te prvi put izgradio brzi put od Chandpura do Chittagonga. Bengalski sultanat proširio je kralj Šamsudin Iljas Šah, čime je započelo razdoblje ekonomskog prosperiteta zemlje i vojne dominacije nad regionalnim carstvima, koju su Europljani nazivali najbogatijom zemljom za trgovinu. Nakon toga, regija je došla pod Mogulsko Carstvo, kao, prema povjesničaru C. A. Baylyju, vjerojatno njegova najbogatija provincija.
Nakon pada Mogulskog Carstva u ranim 1700-ima, Bengal je postao polu-nezavisna država pod Nawabima Bengala, koje je konačno vodio Siraj ud-Daulah. Kasnije ga je osvojila Britanska istočnoindijska kompanija u bitci kod Plasseyja 1757. Bengal je izravno pridonio industrijskoj revoluciji u Britaniji, ali je doveo do njezine deindustrijalizacije. Kasnije je uspostavljeno bengalsko predsjedništvo.
Granice modernog Bangladeša uspostavljene su odvajanjem Bengala između Indije i Pakistana tijekom podjele Indije u kolovozu 1947., kada je regija postala Istočni Pakistan kao dio novoformirane države Pakistan nakon završetka britanske vladavine u regiji. Proglašenje neovisnosti Bangladeša u ožujku 1971. dovelo je do devetomjesečnog rata za oslobođenje Bangladeša, koji je kulminirao preimenovanjem Istočnog Pakistana u Narodnu Republiku Bangladeš. Godine 1971. Sheikh Mujibur Rahman proglasio je neovisnost Bangladeša.
Nakon stjecanja neovisnosti, nova država preživjela je glad, prirodne katastrofe i rašireno siromaštvo, kao i politička previranja i vojne udare. Obnova demokracije 1991. bila je popraćena relativno mirnim i brzim gospodarskim napretkom. Danas je Bangladeš značajan proizvođač u svjetskoj tekstilnoj industriji.